# Jack Bruce
Pour les articles homonymes, voir Bruce.
John Symon Asher Bruce dit Jack Bruce, né le 14 mai 1943 à Glasgow et mort le 25 octobre 2014, est un musicien britannique (bassiste, harmoniciste, violoncelliste et aussi pianiste), chanteur et compositeur, célèbre pour avoir été le chanteur et le bassiste du groupe Cream.

## Biographie
Jack Bruce naît dans le comté de Lanarkshire en Écosse, mais ses parents musiciens voyagent beaucoup au Canada et aux États-Unis. Après avoir étudié dans 14 écoles différentes, il obtient un prix de violoncelle et de composition à la Royal Scottish Academy of Music.
Il débute au sein des Blues Incorporated d'Alexis Korner en 1962, où figurent, entre autres, Cyril Davies, Charlie Watts, Ginger Baker, Mick Jagger.
En 1963, il rejoint le groupe de l'organiste Graham Bond (le Graham Bond Quartet qui devient le Graham Bond Organisation), en tant que bassiste avec Ginger Baker, le saxophoniste Dick Heckstall-Smith et le guitariste John McLaughlin. Ce groupe joue des styles variés: be-bop, blues, rhythm and blues...

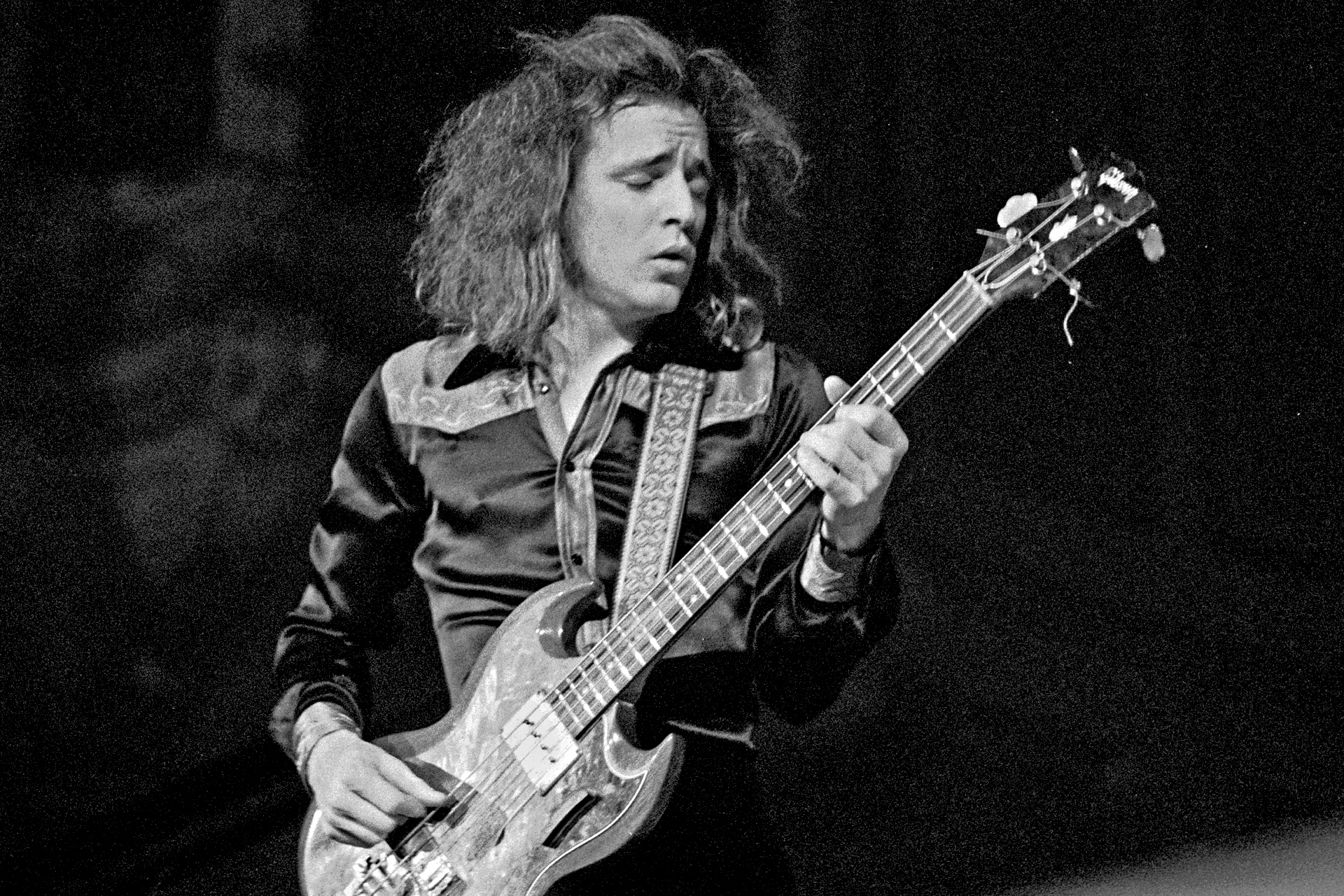
Jack Bruce sur scène en 1972.

### Cream
Après un bref passage dans la formation de John Mayall (The Bluesbreakers), il devient bassiste et chanteur principal au sein de Cream, premier power trio de l'histoire du rock, qui le rend célèbre, avec le batteur Ginger Baker et le guitariste Eric Clapton.
Avec le poète Pete Brown, Jack Bruce signe la plupart des chansons originales du groupe, notamment: Sunshine of Your Love, White Room, Politician et I Feel Free.

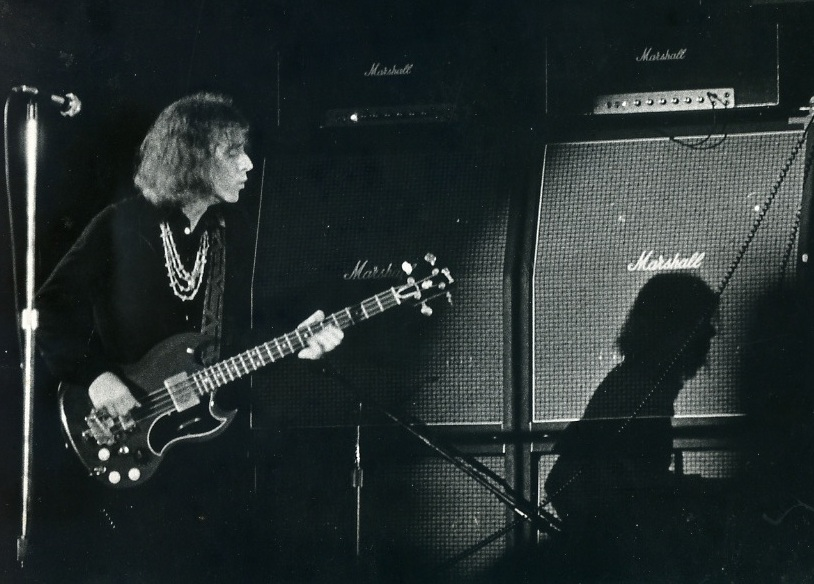
Jack Bruce jouant comme membre du groupe West, Bruce and Laing à lHollywood Palladium.

### Collaborations
Après Cream, Jack Bruce travaille avec des musiciens de rock, dont Lou Reed en 1973 pour l'album Berlin, Frank Zappa en 1974 pour l'album Apostrophe, et collabore aussi avec des grands du jazz comme Tony Williams, John McLaughlin, et Carla Bley, sur son opéra Escalator over the Hill.

### En solo
Parmi ses albums solo après Cream : Songs For a Tailor (1969) (avec des musiciens comme Chris Spedding, Jon Hiseman, Dick Heckstall-Smith, Art Themen et George Harrison), Harmony Row (1971) ou Out Of The Storm (1974). Il se partage ensuite entre projets rock (West, Bruce and Laing, BLT avec Robin Trower...) et jazz (avec Michael Mantler, Kip Hanrahan, Carla Bley, etc.).
Sa discographie solo des années 1960/70, y compris son album inédit de 1978 Jet Set Jewel, est rééditée, remastérisée avec de nombreux bonus. Également, un double-live inédit de 1975 témoigne de son éphémère groupe en compagnie de Carla Bley et Mick Taylor, fraîchement débarqué des Rolling Stones.
Dans les années 1990, il continue à enregistrer et à tourner jusqu'au début des années 2000. On lui diagnostique un cancer du foie en 2003, ce qui ralentit quelque peu ses activités au cours des années suivantes.
On peut citer la pseudo reformation de Cream avec un autre guitariste britannique grand amateur de blues, Gary Moore : Bruce-Baker-Moore, pour l'album Around the Next Dream en 1994 ; mais également des collaborations, tournées, projets, avec Ringo Starr dans son All-Starr Band, Uli Jon Roth, Glenn Hughes and Michael Schenker, John Cage, John McLaughlin… Il rejoue avec Eric Clapton et Ginger Baker pour une série de concerts, qui donnent lieu à un DVD, au Royal Albert Hall de Londres en 2005.
Il meurt des suites du cancer du foie, le 25 octobre 2014 à l'âge de 71 ans.

## Style
Le style de Jack Bruce, en tant que bassiste, est basé sur sa formation technique classique (il dit d'ailleurs que Jean-Sébastien Bach a écrit les meilleures lignes de basse jamais composées). Son jeu de basse est également marqué par l'influence de James Jamerson et de Charlie Mingus.
En tant que chanteur, il combine puissance et suavité, une caractéristique particulièrement exploitée par Kip Hanrahan avec lequel il collabore régulièrement durant les années 1980 et 1990.

## Discographie

### Carrière solo
- 1969 : Songs for a Tailor (en) (Atco/Polydor)
- 1971 : Things We Like (en) (Atco/Polydor, enregistré en 1968)
- 1971 : Harmony Row (en) (Atco/Polydor)
- 1974 : Out of the Storm (en) (RSO)
- 1977 : How's Tricks (en) (RSO)
- 1978 : Jet Set Jewel (en) (Polydor, sorti en 2003)
- 1980 : I've Always Wanted to Do This (en) (Epic)
- 1987 : Automatic (en)  (Intercord)
- 1989 : A Question of Time (en) (Epic)
- 1993 : Somethin Els (en) (CMP Records)
- 1995 : Monkjack (en) (CMP Records)
- 2001 : Shadows in the Air (en) (Sanctuary)
- 2003 : More Jack than God (en) (Sanctuary)
- 2014 : Silver Rails (en) (Esoteric Antenna)

### Albums en concert
- 1980 : Doing This ... On Ice!
- 1994 : Cities of the Heart (en) (CMP Records)

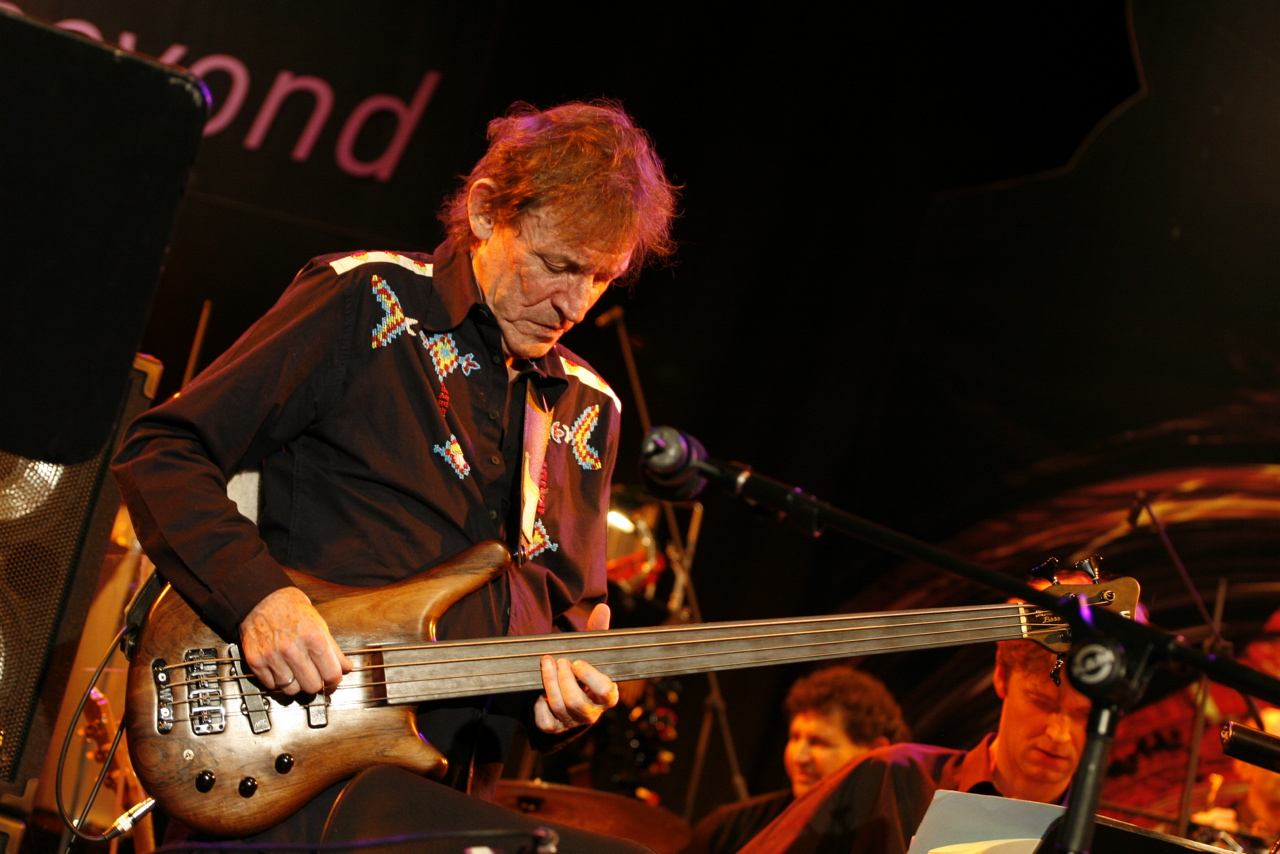
Jack Bruce en 2006 avec une guitare basse fretless.

- 1998 : Live on The Old Grey Whistle Test (enregistré en 1975 et 1980)
- 2003 : Live at Manchester Free Trade Hall '75 (en) (Polydor, enregistré en 1975)
- 2006 : Live with the HR Big Band
- 2008 : Spirit (Live at the BBC 1971–1978)
- 2010 : Jack Bruce & The Cuicoland Express: Live at the Milky Way (enregistré en 2001)
- 2012 : Jack Bruce & His Big Blues Band – Live 2012

### Participations
Avec The Graham Bond Organisation
- 1964 - Live at the Klooks Kleek released in 1972 as Faces And Places Vol. 4
- 1965 - The Sound of '65
- 1965 - There's A Bond Between Us

Avec Carla Bley
- 1971 - Escalator over the Hill (JCOA/Watt/ECM)

Avec Leslie West et Corky Laing
- 1972 - Why Dontcha
- 1973 - Whatever Turns You On
- 1974 - Live 'n' Kickin'

Avec Michael Mantler
- 1974 - No Answer (Watt/ECM)
- 1987 - Live (Watt/ECM)
- 1988 - Many Have No Speech (Watt/ECM)
- 1993 - Folly Seeing All This (ECM)
- 1997 - The School of Understanding (ECM)
- 2006 - Review (ECM)

Avec Kip Hanrahan
- Desire Develops an Edge (enregistrement 1982-3, parution 1983)
- Vertical's Currency (enregistrement 1984, parution 1986)
- Days and Nights of Blue Luck Inverted (enregistrement 1988-9, parution 1990)
- Tenderness (enregistrement 1988-9, parution 1990)
- Exotica (enregistrement 1992, parution 1993)
- All Roads Are Made of the Flesh (enregistrement 1984–94, parution 1995)

Avec Eric Clapton et Ginger Baker
- 1975 - The Early Cream Of Eric Clapton, Jack Bruce & Ginger Baker (previously unreleased material)

Avec John Mayall, Eric Clapton et Mick Taylor
- 1977 - Primal Solos (unreleased material from 1966 and 1968)

Avec Jon Anderson
- 1980 - Song of Seven - Basse sur une chanson, Heart of the Matter.
- 1982 : Animation

Avec Robin Trower et Bill Lordan
- 1981 -  B.L.T.

Avec Robin Trower
- 1982 - Truce
- 1989 - No Stopping Anytime (compilation)
- 2008 - Seven Moons
- 2009 - Seven Moons Live (live)

Avec Ellen McIlwaine
- 1987 -  Everybody Needs It

Avec Dick Heckstall-Smith et John Stevens
- 1994 - This That

Avec Anton Fier et Kenji Suzuki
- 1987 - Inazuma Super Session "Absolute Live!!"

Avec Vernon Reid, Cindy Blackman et John Medeski
- 2012 - Spectrum Road